# Indexación (economía)
La indexación  es una técnica para ajustar pagos de ingresos mediante un índice de precios, para mantener el poder adquisitivo del público luego de la inflación, mientras desindexación es la anulación de la indexación.

## Visión general
Desde un punto de vista macroeconómico, existen cuatro categorías principales de indexación: indexación salarial, indexación de tasas de instrumentos financieros, indexación de tasas impositivas e indexación de tipos de cambio. Los primeros tres están indexados por inflación. El último generalmente está indexado a una moneda extranjera, principalmente el dólar estadounidense. Cualquiera de estos tipos diferentes de indexación se puede revertir (desindexación).
La aplicación de una cláusula de incremento del costo de vida (COLA en ingles) a un flujo de pagos periódicos protege el valor real de esos pagos y transfiere efectivamente el riesgo de inflación del beneficiario al pagador, que debe pagar más cada año para reflejar los aumentos en los precios. Por lo tanto, la indexación de la inflación a menudo se aplica a los pagos de pensiones, alquileres y otras situaciones que no están sujetas a una nueva fijación de precios en el mercado.
COLA no es IPC, que es un indicador agregado. Usar el IPC como ajuste salarial COLA para el ingreso imponible no reconoce que los aumentos generalmente se gravan a la tasa impositiva marginal más alta, mientras que los costos crecientes de un individuo se pagan con dinero que queda luego del pago de impuestos. La indexación de soporte de impuestos (tax brackets) no aborda esta cuestión fundamental, pero elimina efectivamente el "bracket-creep".
La indexación ha sido muy importante en entornos de alta inflación, y se conoció como corrección monetaria "correção monetária" en Brasil de 1964 a 1994. Algunos países han reducido significativamente el uso de cláusulas de indexación y aumento del costo de la vida, primero aplicando solo una protección parcial para los aumentos de precios y eventualmente eliminando dicha protección por completo cuando la inflación se reduce a un solo dígito. 
Proteger a una de las partes del riesgo de inflación significa que el riesgo de precio debe transferirse a otra parte. Por ejemplo, si las pensiones estatales se ajustan por inflación, el riesgo de precio pasa de los pensionistas a los contribuyentes.

## Sueldos
Cuando un gobierno decide indexar los salarios de los empleados del gobierno a la inflación, se trata de transferir el riesgo de inflación de los trabajadores del gobierno al mismo gobierno. Dicha política apunta a intentar reducir las expectativas inflacionarias y, a su vez, la inflación cuando está aumentando rápidamente. La investigación de los economistas es ambivalente sobre el éxito de tales políticas. Algunos lo han considerado un éxito, incluidos Friedman (1974), Gray (1976) y Fischer (1977). Otros lo han considerado menos exitoso, ya que observaron que la indexación genera inercia inflacionaria (una reducción en el esfuerzo del gobierno y del banco central para combatir la inflación, lo que lleva a que la tasa de inflación permanezca por encima de lo previsto). Esta perspectiva es apoyada por Bonomo y García (1994). 
Las opiniones divergentes de los economistas sobre el mérito de la indexación a menudo dependen de qué datos están mirando. Un país determinado durante una serie de tiempo específica puede haber tenido éxito en la indexación. Mientras que otro país en otro momento puede haber sido menos exitoso. Algunos economistas creen que hay momentos apropiados para la indexación (cuando la inflación es realmente alta) y los tiempos para la desindexación (cuando la inflación se ha moderado después de la indexación, pero sigue siendo demasiado alta frente a la meta de inflación del banco central).
En los últimos años, Brasil, Chile, Israel y México han implementado exitosas campañas de lucha contra la inflación implementando la desindexación de los salarios (Lefort y Schmidt-Hebbel, 2002).

## Deuda
La indexación de la deuda pública a la inflación está relacionada con la transferencia del riesgo de inflación de los depositantes al gobierno en un intento por reducir la inflación. Algunos gobiernos finalmente han sometido sus instrumentos de deuda a corto plazo a la desindexación para que su banco central pueda recuperar el control de las tasas de interés a corto plazo desde el punto de vista de la política monetaria y estar en una mejor posición para luchar contra la inflación. Otro objetivo de indexación, para ciertos gobiernos con una tasa de inflación ya baja, es reducir su costo de endeudamiento mediante el pago de tasas de interés más bajas a los depositantes a cambio de asumir el riesgo de inflación. Tanto el Reino Unido como los Estados Unidos han emitido bonos del gobierno indexados a la inflación para reducir sus costos de endeudamiento. Cuando gobiernos como el Reino Unido y los Estados Unidos emiten bonos indexados a la inflación y bonos nominales regulares, eso les proporciona información precisa sobre las expectativas de inflación al observar la diferencia en los rendimientos entre los dos tipos de bonos. Robert Shiller ha realizado una amplia investigación sobre todos los aspectos mencionados de indexación de bonos del gobierno.

## Índice de impuesto
La indexación de la tasa impositiva es evitar un aumento en las tasas impositivas efectivas y marginales debido a la inflación que empuja a los contribuyentes a ingresos gravables en tramos impositivos más altos a pesar de que su poder de compra previa a los impuestos no ha cambiado. Los códigos impositivos de varios países pueden ser muy complicados. Como resultado, ciertos tipos de impuestos pueden estar parcial o totalmente sujetos a la desindexación, a pesar de que la estructura de la tasa impositiva principal no lo está. Este es el caso en los EE. UU., donde la tasa impositiva estándar está indexada a la inflación. Pero su código paralelo de impuesto mínimo alternativo (AMT del inglés Alternative Minimum Tax) no lo está. Como resultado, se anticipa que una porción creciente de la población de contribuyentes se convertirá en responsable bajo el AMT, que originalmente se implementó para gravar solamente a los muy ricos. (El 2 de enero de 2013, el presidente Barack Obama firmó la Ley de Alivio al Contribuyente estadounidense de 2012, que indexa a la inflación los umbrales de ingresos por estar sujeto al impuesto) En Canadá, una reducción reciente en la tasa impositiva fue en parte contrarrestada por una desindexación parcial de ciertos créditos (los créditos fueron ajustados al alza por la tasa de inflación - 3 %).

## Moneda
La indexación de la moneda o tasa de cambio a menudo se refiere a un país que vincula su moneda al dólar estadounidense. En otras palabras, el banco central de ese país compraría o vendería dólares para mantener un tipo de cambio estable con el dólar. Tal política ha sido adoptada por varios países asiáticos, incluida China. De no ser por la vinculación mencionada, las monedas de estos países aumentarían frente al dólar como resultado del déficit crónico de la cuenta corriente de los Estados Unidos con dichos países. Sin embargo, los países asiáticos tienen un interés económico determinado en mantener alta la demanda estadounidense de sus exportaciones. Ahí es donde entra la vinculación de su moneda con el dólar estadounidense. A menudo, la vinculación realizada por los bancos centrales es bastante discreta y no se revela en ninguna declaración formal de política. La vinculación también puede ser bastante elástica. Un banco central mantendrá un tipo de cambio dentro de un rango considerado aceptable en lugar de a un nivel específico. Con el tiempo, el rango aceptable puede ampliarse o reducirse dependiendo de la dependencia económica general de ese país de las exportaciones para impulsar el crecimiento. Por lo tanto, es difícil observar claramente la desindexación de una moneda. 